# (468360) 2016 EM162
(468360) 2016 EM162 es un asteroide perteneciente al cinturón de asteroides, descubierto el 11 de enero de 1999 por el equipo Spacewatch desde el Observatorio Nacional de Kitt Peak (Arizona, Estados Unidos).